# Spalgis
Spalgis là một chi bướm ngày thuộc họ Lycaenidae.

## Hình ảnh

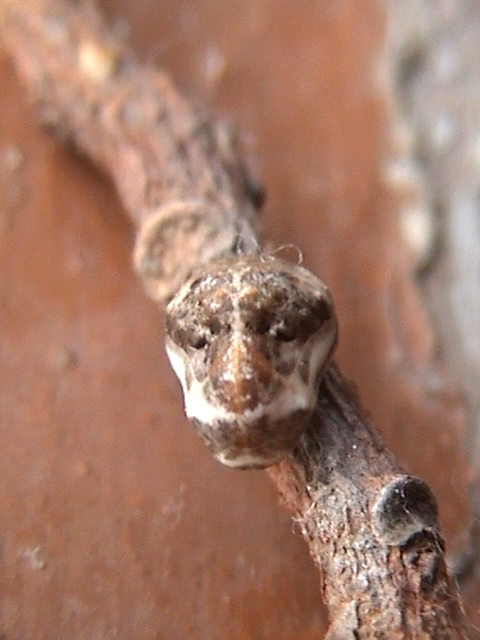
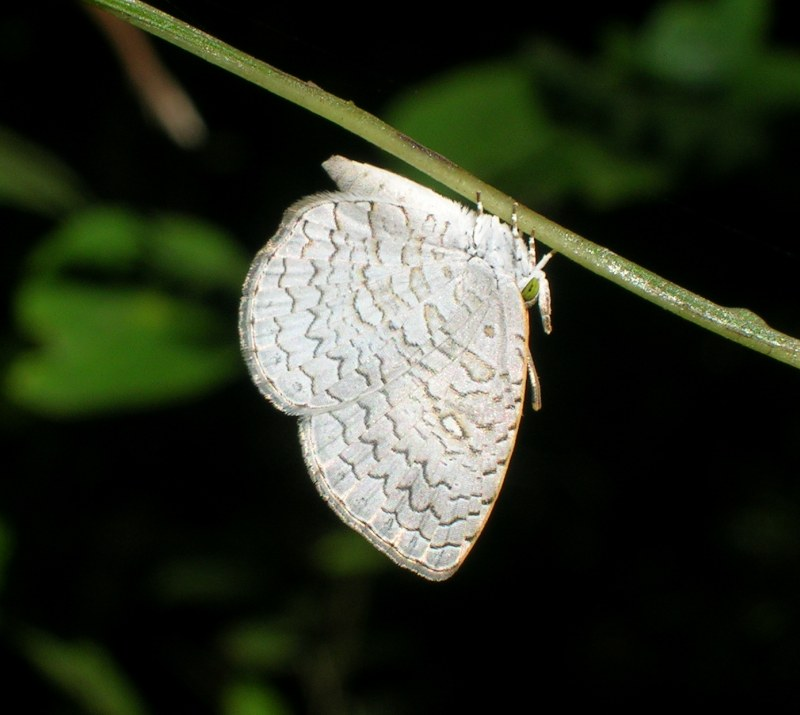